# Тополь-М
РТ-2ПМ2 «То́поль-М» (Индекс УРВ РВСН — 15П065 (шахтный) и 15П165 (подвижный), по договору СНВ — РС-12М2, по классификации НАТО — SS-27 Sickle B, в переводе — «Серп Б») — российский ракетный комплекс стратегического назначения c МБР 15Ж65 (15Ж55 — ПГРК), разработанный в конце 1980-х — начале 1990-х годов на базе комплекса РТ-2ПМ «Тополь». Первая МБР, разработка которой была завершена в России после распада СССР.
В шахтном варианте базирования принята на вооружение в 2000 году. В последующем десятилетии «Тополь-М» должна была стать основой вооружения Ракетных войск стратегического назначения.
В 2011 году МО РФ отказалось от дальнейших закупок ракетных комплексов «Тополь-М» в пользу дальнейшего развёртывания МБР РС-24 «Ярс» с РГЧ ИН.

## Разработка
Работы по созданию нового комплекса начались в середине 1980-х годов. Постановление Военно-промышленной комиссии от 9 сентября 1989 года предписывало создать два ракетных комплекса (стационарный и мобильный) и универсальную твердотопливную трёхступенчатую межконтинентальную баллистическую ракету для них. Эта опытно-конструкторская работа получила название «Универсал», разрабатываемый комплекс — обозначение РТ-2ПМ2. Разработка комплекса велась совместно Московским институтом теплотехники и Днепропетровским КБ «Южное».
Ракета должна была быть унифицирована для обоих типов комплексов, но в первоначальном проекте предполагалось различие в системе разведения боевого блока. Боевая ступень для ракеты шахтного базирования должна была оснащаться ЖРД на перспективном монотопливе «Пронит» на основе динитрата пропиленгликоля. Для подвижного комплекса МИТ разрабатывал двигательную установку на твёрдом топливе. Существовали и различия в транспортно-пусковом контейнере. Для подвижного комплекса он должен был изготавливаться из стеклопластика. Для стационарного — из металла, с креплением на нём ряда систем наземного оборудования. Поэтому ракета для подвижного комплекса получила индекс 15Ж55, а для стационарного — 15Ж65.
В марте 1992 года было принято решение разработать на базе наработок по программе «Универсал» комплекс «Тополь-М» (в апреле «Южное» прекратило своё участие в работах по комплексу). Указом Бориса Ельцина от 27 февраля 1993 года головным предприятием по разработке «Тополя-М» стал МИТ. Было принято решение о разработке унифицированной ракеты только с одним вариантом боевого оснащения — с двигательной установкой боевой ступени на твёрдом топливе.
Испытания ракеты начались в 1994 году. Первый пуск был проведён из шахтной пусковой установки на космодроме Плесецк 20 декабря 1994 года. В 1997 году, после четырёх успешных пусков начато серийное производство этих ракет. Акт о принятии на вооружение РВСН РФ межконтинентальной баллистической ракеты «Тополь-М» был утверждён Госкомиссией 28 апреля 2000 года, а Указ Президента РФ о принятии БРК на вооружение был подписан Владимиром Путиным летом 2000 года, после чего на лётные испытания вышел подвижный грунтовый ракетный комплекс (ПГРК) на базе восьмиосного шасси МЗКТ-79221. Первый пуск с мобильной ПУ был осуществлён 27 сентября 2000 года.
Задействованные структуры
В разработке и производстве боевых и учебных средств комплексов «Тополь-М» были задействованы следующие структуры:
- Ракета — ЗАО «НТЦ «Комплекс-МИТ», Москва (разработка)[11]; ОАО «Воткинский завод», Воткинск, Удмуртская Республика (производство)[12];
- Система управления — ФГУП «НПЦ автоматики и приборостроения им. академика Н. А. Пилюгина», Зюзино, Москва (разработка); ОАО «ЛОМО», Санкт-Петербург (разработка/производство);[13]
- Головная часть и боевые блоки — РФЯЦ «ВНИИЭФ», Саров, Нижегородская обл. (разработка/производство)[14];
- Приводы — ГУП «ВНИИ «Сигнал», Ковров, Владимирская обл. (разработка); ОАО «ПО «Завод им. А.В. Ухтомского», Люберцы, Московская обл. (производство);[15]
- Пусковая установка и машина обеспечения — ФГУП «ЦКБ «Титан» (разработка)[16] и ГП «ПО «Баррикады», Волгоград, Волгоградская обл. (производство);[17]
- Стартовый ракетный двигатель, базовые несущие конструкции (БНК) для ракет — ФЦДТ «Союз», Дзержинский, Московская обл. (разработка)[18];
- Шахтные пусковые установки — ФГУП «ОКБ «Вымпел», Москва (разработка, создание и переоборудование имеющихся под новые ракеты)[19]; ОАО «ГОЗ», Санкт-Петербург (производство конструкций)[20];
- Контейнер из композитных материалов — ОАО «ЦНИИ Спецмашиностроения», Хотьково, Московская обл.

## Размещение
Размещение первых ракет в модифицированных шахтах, использовавшихся для ракет УР-100Н (15А30, РС-18, SS-19 Stiletto), начато в 1997 год
25 декабря 1997 года на опытно-боевое дежурство в 60-й ракетной дивизии (пгт. Татищево) были поставлены первые две ракеты 15Ж65 (пусковой минимум) первого в РВСН полка вооружённого ракетным комплексом 15П065-35 — 104-го ракетного полка. А 30 декабря 1998 года, 104-й ракетный полк (командир — подполковник Ю. С. Петровский) заступил на боевое дежурство полным составом из 10 ШПУ с МБР «Тополь-М» шахтного базирования. Ещё четыре полка с МБР «Тополь-М» шахтного базирования заступили на боевое дежурство 10 декабря 1999 года, 26 декабря 2000 года (перевооружение с 15П060) 21 декабря 2003 года, и 9 декабря 2005 года.
Процесс перевооружения на комплекс подвижного базирования начался 21 ноября 2005 года в 54-й гвардейской ракетной дивизии (г. Тейково), когда из эксплуатации были выведены два дивизиона и подвижный командный пункт (ПКП) 321-го ракетного полка (321 рп). Через год, в ноябре 2006 года, 321 рп заступил на опытно-боевое дежурство в составе одного дивизиона (3 пусковых установки) и ПКП ракетного полка на комплексе «Тополь-М». На боевое дежурство 1-й ракетный дивизион и ПКП 321 рп заступил 10 декабря 2006 года в 15:00. Тогда же стало известно о подписании президентом Владимиром Путиным новой государственной программы вооружений до 2015 года, которой предусмотрена закупка 69 МБР «Тополь-М».
В 2008 году Николай Соловцов заявил о начале в ближайшее время оснащения ракет «Тополь-М» разделяющимися головными частями (РГЧ). Оснащение «Тополей-М» РГЧ станет важнейшим способом поддержания ядерного потенциала России. «Тополь-М» с РГЧ начал поступать на вооружение в 2010 году.
В апреле 2009 года командующий РВСН Николай Соловцов заявил, что производство подвижных грунтовых ракетных комплексов «Тополь-М» прекращается, на вооружение РВСН будут поступать более совершенные комплексы.
Расположение 54-й ракетной дивизии по состоянию на 2010 год продолжало модернизироваться.
По состоянию на конец 2012 года, на боевом дежурстве находилось 60 ракет «Тополь-М» шахтного и 18 мобильного базирования. Все ракеты шахтного базирования стоят на боевом дежурстве в Таманской ракетной дивизии (Светлый, Саратовская область).
| Поставки МБР «Тополь-М» в войска     | Поставки МБР «Тополь-М» в войска | Поставки МБР «Тополь-М» в войска | Поставки МБР «Тополь-М» в войска | Поставки МБР «Тополь-М» в войска | Поставки МБР «Тополь-М» в войска | Поставки МБР «Тополь-М» в войска | Поставки МБР «Тополь-М» в войска | Поставки МБР «Тополь-М» в войска | Поставки МБР «Тополь-М» в войска | Поставки МБР «Тополь-М» в войска | Поставки МБР «Тополь-М» в войска | Поставки МБР «Тополь-М» в войска | Поставки МБР «Тополь-М» в войска | Поставки МБР «Тополь-М» в войска | Поставки МБР «Тополь-М» в войска | Поставки МБР «Тополь-М» в войска |
|                                      | 1997                             | 1998                             | 1999                             | 2000                             | 2001                             | 2002                             | 2003                             | 2004                             | 2005                             | 2006                             | 2007                             | 2008                             | 2009                             | 2010                             | 2011                             | 2017                             |
| ------------------------------------ | -------------------------------- | -------------------------------- | -------------------------------- | -------------------------------- | -------------------------------- | -------------------------------- | -------------------------------- | -------------------------------- | -------------------------------- | -------------------------------- | -------------------------------- | -------------------------------- | -------------------------------- | -------------------------------- | -------------------------------- | -------------------------------- |
| ШПУ за год                           | +2                               | +8                               |                                  | +4                               | +6                               | +6                               | +6                               | +6 (+4)                          | +4 (+2)                          | +3                               | +4                               | +2                               | 0                                | +2                               | +2 (план - 4)                    |                                  |
| Всего ШПУ                            | 2                                | 10                               |                                  |                                  |                                  |                                  | 36                               |                                  |                                  |                                  | 48                               |                                  | 50                               | 52                               | 54                               | 60                               |
| ПГРК за год                          | —                                | —                                | —                                | —                                | —                                | —                                | —                                | —                                | —                                | +3                               | +3                               | +9                               | +3                               | 0                                | 0                                |                                  |
| Всего ПГРК                           | —                                | —                                | —                                | —                                | —                                | —                                | —                                | —                                | —                                | 3                                | 6                                | 15                               | 18                               | 18                               | 18                               | 18                               |
| Всего за год                         | +2                               | +8                               |                                  | +4                               | +6                               | +6                               | +6                               | +6 (+4)                          | +4 (+2)                          | +6                               | +7                               | +11                              | +3                               | +2                               | +2                               |                                  |
| ИТОГО в войсках на начало/конец года | 2                                | 10                               |                                  |                                  |                                  |                                  | 30/36                            | 36/40                            | /42                              | /48                              | /54                              | 54/65                            | 65/68                            | 68/70                            | 70/72                            | 78                               |

## Тактико-технические характеристики
Стационарный ракетный комплекс 15П165 включает в себя 10 межконтинентальных баллистических ракет 15Ж65, смонтированных в транспортно-пусковых контейнерах (ТПК) и установленных в шахтных пусковых установках ШПУ 15П765-35 (переоборудованные ШПУ 15П735 ракет 15А35) либо ШПУ 15П765-60 (переоборудованные ШПУ 15П760 ракет 15Ж60), а также унифицированный командный пункт (УКП) 15В222 высокой защищенности (размещающийся на подвеске в шахте с помощью специальной амортизации).
Подвижный грунтовый ракетный комплекс (ПГРК) 15П155 включает в себя 9 межконтинентальных баллистических ракет 15Ж55 смонтированных на автономных пусковых установках (АПУ) 15У175. Автономная пусковая установка 15У175 подвижного комплекса представляет собой одну ракету 15Ж55, помещённую в высокопрочный стеклопластиковый транспортно-пусковой контейнер (ТПК), смонтированный на восьмиосном шасси МЗКТ-79221.
В пункте постоянной дислокации (ППД) автономная пусковая установка с ракетой размещается в специальном сооружении 15У182 Крона с раздвигающейся крышей.
Ракета 15Ж65 (15Ж55) состоит из трёх ступеней с твердотопливными маршевыми двигателями. Маршевые ступени выполнены из композитов, путём намотки типа кокон. Все три ступени оборудованы поворотным соплом для отклонения вектора тяги (решётчатые аэродинамические рули отсутствуют).
- Первая ступень имеет тягу 100 тс, массу 26 т, из них масса ступени 3 т, длину 8,5 м, время работы 60 с.
- Вторая ступень имеет тягу 50 тс, массу 13 т, из них 1,5 т ступень, длину 6 м, время работы ступени 64 с.
- Третья ступень имеет тягу 25 тс, массу 6 т, из них 1 т ступень, длину 3,1 м, время работы 56 с.[52]

Метод старта — миномётный для обоих вариантов. Маршевый твердотопливный двигатель ракеты позволяет ей набирать скорость намного быстрее предыдущих типов ракет аналогичного класса, созданных в России и Советском Союзе. Это значительно затрудняет её перехват средствами ПРО на активном участке полёта.
Тип головной части: отделяемая моноблочная (повышенного класса мощности) термоядерная, второго (верхнего) уровня стойкости к поражающим факторам ядерного взрыва с высокоскоростным неуправляемым боевым блоком мощностью 1 Мт. С учётом точности новой ракеты (КВО 150—200 метров) боевой блок позволяет уверенно поражать любые малогабаритные высокопрочные стратегические цели (командные пункты, узлы связи, хранилища боеприпасов). В перспективе возможно оснащение ракеты управляемым боевым блоком или разделяющейся головной частью с блоками индивидуального наведения с числом боевых блоков от 3 до 6 мощностью 500 кТ и 150 кТ соответственно. Головная часть также оборудована комплексом средств преодоления противоракетной обороны. КСП ПРО состоит из пассивных и активных ложных целей, а также средств искажения характеристик головной части. Средства искажения характеристик головной части состоят из радиопоглощающего (совмещенного с теплозащитным) покрытия боевого блока, генераторов активных радиопомех, космозолей (источников инфракрасного излучения содержащих натриево-литиевую смесь), дипольных отражателей. Несколько десятков вспомогательных двигателей коррекции, приборы и механизмы управления позволяют ракете совершать манёвры на траектории, затрудняя её перехват на активном участке траектории. В состав КСП ПРО входят 15—20 малогабаритных атмосферных (квазитяжелых) ложных целей класса волнолет с высотой работоспособности 2—5 км и относительной массой ~ 5—7% от массы боевого блока. Ложные цели неотличимы от боевых блоков во всех диапазонах электромагнитного излучения (оптическом, лазерном, инфракрасном, радиолокационном); это позволяет имитировать характеристики боевого блока по всем селектирующим признакам на внеатмосферном, переходном и значительной части атмосферного участка нисходящей ветви траектории полёта боевого блока ракеты. Боевой блок и ложные цели являются стойкими к поражающим факторам ядерного взрыва и излучению сверхмощного лазера с ядерной накачкой.
В связи с прекращением существования договора СНВ-2, запрещавшего создание многозарядных межконтинентальных баллистических ракет, МИТом проводились работы по оснащению «Тополей-М» разделяющейся головной частью с блоками индивидуального наведения с числом боевых блоков от 3 до 7 в зависимости от класса боевых блоков: среднего или малого класса мощности соответственно, — или на маневрирующую моноблочную головную часть. Возможно, результатом этих работ является РС-24 «Ярс».

### Машины инженерного обеспечения и маскировки
В 2013 году на вооружение мобильных ракетных комплексов «Тополь-М» поступило 12 первых машин (из них 9 в Тейковскую ракетную дивизию) инженерного обеспечения и маскировки (МИОМ). Машины обеспечивают маскировку (заметание) следов боевых мобильных ракетных комплексов, вышедших на дежурство, а также создание высококонтрастных, хорошо заметных со спутников следов к ложным боевым позициям.

## Испытания
Лётные испытания ракеты шахтного варианта базирования были проведены в период с 1994 по 2000 год, с их окончанием, в период 2000—2004 годов, были проведены испытания мобильного варианта комплекса.
| №  | Время | Дата       | Место   | Цель        | Результат | Примечания                                                           |
| -- | ----- | ---------- | ------- | ----------- | --------- | -------------------------------------------------------------------- |
| 1  | 12:50 | 20.12.1994 | Плесецк | Кура́        | успешно   | Первое испытание Тополь-М, из шахты                                  |
| 2  | 11:50 | 05.09.1995 | Плесецк | Кура        | успешно   | Из шахты                                                             |
| 3  |       | 25.07.1996 | Плесецк | Кура        | успешно   | Из шахты                                                             |
| 4  | 16:25 | 08.07.1997 | Плесецк | Кура        | успешно   | Из шахты                                                             |
| 5  | 15:53 | 22.10.1998 | Плесецк | Кура        | неудачно  | Из шахты. Ракета отклонилась от курса и была ликвидирована.          |
| 6  | 14:25 | 08.12.1998 | Плесецк | Кура        | успешно   |                                                                      |
| 7  | 18:20 | 03.01.1999 | Плесецк | Кура        | успешно   |                                                                      |
| 8  | 15:44 | 03.09.1999 | Плесецк | Кура        | успешно   |                                                                      |
| 9  | 12:05 | 14.12.1999 | Плесецк | Кура        | успешно   |                                                                      |
| 10 | 13:59 | 09.02.2000 | Плесецк | Кура        | успешно   | Из шахты. Первый пуск по команде из центра управления ракетных войск |
| 11 | 15:00 | 26.09.2000 | Плесецк | Кура        | успешно   |                                                                      |
| 12 | 13:50 | 27.09.2000 | Плесецк | Кура        | успешно   | Первый пуск с мобильной установки                                    |
| 13 | 15:20 | 06.06.2002 | Плесецк | Кура        | успешно   | С мобильной установки.                                               |
| 14 | 21:30 | 20.04.2004 | Плесецк | Тихий океан | успешно   | С мобильной установки. Испытательный пуск на предельную дальность.   |
| 15 | 12:39 | 24.12.2004 | Плесецк | Кура        | успешно   | С мобильной установки.                                               |
| 16 |       | 01.11.2014 | Плесецк | Кура        | успешно   | Из шахты                                                             |
| 17 |       | 16.01.2017 | Плесецк | Кура        | успешно   | Из шахты.                                                            |
| 18 |       | 30.09.2019 | Плесецк | Кура        | успешно   | Из шахты                                                             |

### Испытания боевого оснащения
Несмотря на завершение испытаний ракетного комплекса и постановку на боевое дежурство серийной техники, работы по совершенствованию комплекса были продолжены в направлении развития боевого оснащения головных частей, при этом в качестве носителя использовалась доработанная ракета комплекса «Тополь».
1 ноября 2005 года с полигона «Капустин Яр» в Астраханской области был произведён успешный пуск ракеты РТ-2ПМ «Тополь» в рамках испытаний единого боевого блока и ряда вновь разработанных элементов комплекса средств преодоления противоракетной обороны и ступени разведения, поддерживающую до шести боевых блоков, при этом ступень разведения унифицирована для установки на МБР морского («Булава») и наземного («Тополь-М») базирования. Использование нового боевого блока на штатной ракете комплекса РТ-2ПМ было совмещено с испытаниями в интересах продления гарантийного ресурса «Тополя». Впервые в российской практике пуск был произведён с испытательного полигона «Капустин Яр» по расположенному в Казахстане 10-му испытательному полигону «Сары-Шаган» (район Приозёрска). Это было сделано, во-первых, в связи с ограниченными возможностями полигона «Кура», не позволяющими фиксировать манёвры боеголовок после их отделения от МБР. Во-вторых, эти манёвры отслеживаются американскими средствами измерений, размещёнными на Аляске. Параметры полёта из «Капустина Яра» на «Сары-Шаган» стали известны исключительно российским средствам контроля.

## В филателии
В 2009 году в честь юбилея РВСН России и в 2014 году, в честь юбилея завода «Баррикады», были выпущены почтовые марки с изображением комплекса «Тополь-М»:
- Марка 2009 года, посвященная юбилею РВСН России
- Марка 2014 года, посвященная юбилею завода «Баррикады»

## На монетах
- Монета Банка России 2019 г. — Серия: ВС РФ. Соединения и воинские части ядерного обеспечения. 1 рубль, серебро, реверс, пруф

## Фотографии
- Пусковые установки комплекса РТ-2ПМ2 Тополь-М на репетициях Парада Победы в Москве и Алабине

## Комментарии
1. 1 2  В таблице указаны именно поставки в подразделения РВСН ракет, количество же ракет стоящих на боевом дежурстве может отличаться от указанных чисел. Это может происходить как по причинам нахождения ракет (ПУ) в состоянии ремонта (регламента), так и быть связанным с особенностями процесса ввода в эксплуатацию и постановки на боевое дежурство новых ракет.
2. ↑  По данным опубликованным в газете «Красная Звезда» (официальном издании МО РФ), 24 декабря 1997 года в Таманской ракетной дивизии в доработанную после освобождения от выслужившей свой срок ракеты УР-100Н, шахту, первая ракета «Тополь-М» была установлена для продолжения испытаний — без ядерной боеголовки. А на опытно-боевое дежурство первый ракетный полк вооружённый 15Ж65 заступил только год спустя.
3. ↑  Планировалось поставить на боевое дежурство 4 ШПУ и довести количество ракет данного типа до 44.